# Группа государств по борьбе с коррупцией
Группа государств по борьбе с коррупцией (ГРЕКО) (англ. Group of States Against Corruption, GRECO) — международная организация, созданная Советом Европы в 1999 году. Основной целью организации является помощь странам-участницам в борьбе с коррупцией. ГРЕКО устанавливает антикоррупционные стандарты (требования) к деятельности государства и контролирует соответствие практики этим стандартам. Группа помогает обнаружить недостатки в национальной антикоррупционной политике и предлагает необходимые законодательные, институциональные или оперативные меры. ГРЕКО предоставляет площадку для обмена лучшими решениями в области обнаружения и предотвращения коррупции.
Группа состоит из 49 государств. Членство в ГРЕКО не ограничивается Европой, однако, в настоящее время единственным не европейским государством в составе группы являются США.

## Задачи
Задача ГРЕКО — усовершенствовать работу по борьбе с коррупцией на национальном уровне с помощью мониторинга соблюдения стандартов Совета Европы в этой области. Страны, входящие в ГРЕКО, прибегают к многосторонней оценке ситуации и могут оказывать давление на национальные органы борьбы в этой сфере. Работа группы позволяет определять недостатки анти-коррупционной политики и стимулировать развитие законодательных, административных и исполнительных систем.
В Уставе организации прописаны две основные задачи:
- усовершенствовать методы борьбы с коррупцией в странах, вступивших в данную организацию
- создать базу для обмена позитивным опытом в области предотвращения и выявления случаев коррупции

## Членство
Членство в ГРЕКО не ограничено странами, входящими в Совет Европы, и, таким образом, группа работает в формате Расширенного Частичного Соглашения. Согласно правилам, любая страна, принимавшая участие в разработке таких соглашений, может присоединиться к нему, известив о своём решении Генерального Секретаря Совета Европы. Более того, любая страна, подписавшая конвенции Совета Европы по уголовному или гражданскому праву автоматически присоединяется к ГРЕКО и к существующим механизмам оценки. На сегодняшний день в ГРЕКО состоят 44 стран «Большой Европы» (все члены Совета Европы за исключением Лихтенштейна и Сан-Марино), а также США. Россия — член группы ГРЕКО с 1 февраля 2007 года, в декабре 2022 года Россия вышла из ГРЕКО. Новейшим членом группы является Казахстан (с 4 января 2020 года).

## Принцип деятельности
Работа ГРЕКО ведется согласно уставу и одобренным процедурным правилам. Каждая из стран назначает до двух представителей для работы в группе, которые участвуют в пленарных заседаниях и имеют право голоса. Каждая страна также предлагает ГРЕКО список экспертов, которые допускаются к работе по оценке ситуации. Другие структуры Совета Европы, как, например, ПАСЕ, также могут назначать своих представителей. Статус наблюдателя при ГРЕКО получили Организация экономического сотрудничества и развития (ОЭСР) и Организация Объединенных Наций, которую в ГРЕКО представляет Управление ООН по наркотикам и преступности (УНП ООН). ГРЕКО избирает Президента, вице-президента и членов Бюро, которые принимают непосредственное участие в разработке рабочей программы группы и наблюдением за исполнением процедур оценки.
В Уставной комитет ГРЕКО входят представители Советов Министров каждой из стран в составе группы, а также спец. представители от других государств. Этот комитет отвечает за принятие рабочего бюджета группы и уполномочен делать публичные заявления, если находит, что одна из стран-участниц недостаточно серьезно относится к рекомендациям ГРЕКО.
Устав ГРЕКО определяет типичную процедуру для работы, которая может быть применена в измененном виде к различным правовым инструментам, подлежащим пересмотру.
Секретариат группы ГРЕКО расположен в Страсбурге, им руководит Исполнительный секретарь, которого назначает Генсек Совета Европы.

## Участники
Австрия, Азербайджан, Албания, Андорра, Армения, Бельгия, Болгария, Босния и Герцеговина, Великобритания, Венгрия, Германия, Греция, Грузия, Дания, Ирландия, Исландия, Испания, Италия, Казахстан, Кипр, Латвия, Нидерланды, Норвегия, Польша, Португалия, Румыния, Сан-Марино, Северная Македония, Сербия, Словакия, Словения, США, Турция, Украина, Финляндия, Франция, Хорватия, Черногория, Чехия, Швейцария, Швеция, Эстония.
Группа ГРЕКО сотрудничает с ООН, с Организацией Экономического Сотрудничества и Развития (ОЭСР), а также с другими международными и неправительственными организациями.

## Бывшие участники
Беларусь, Россия.

## Достижения
За время существования ГРЕКО подготовила более 150 докладов по странам по широкому спектру сложных политических вопросов, а также по общим техническим аспектам, таким как:
- проведение политики, направленной против коррупции, в государственных органах
- выделение средств для политических партий
- независимость судебной власти от государства
- создание и развитие анти-коррупционных институтов
- иммунитет от судебного преследования
- взаимосвязь коррумпированных представителей власти с организованной преступностью и отмыванием денег.

## Отчет ГРЕКО о России в 2013 году
15 марта 2013 года ГРЕКО в дополнение к докладу о выполнении рекомендаций РФ опубликовала Сводный доклад, в котором ранжировала все рекомендации по двум группам — «успешно выполнены» и «частично выполнены». В первой группе оказались рекомендации, связанные с тем, что РФ должным образом проводит оценку коррупции в стране (Рекомендация iii). В документе отмечается, что Россия проводит регулярные социологические опросы по теме бытовой коррупции (Фонд Общественного Мнения по заказу Минэкономразвития 2011—2012) и коррупции в бизнесе (2012). Также отмечаются усилия российских властей организовать в рамках Рабочей группы при Совете по противодействию коррупции диалог между представителями государственной власти, бизнес сообществом и гражданским обществам по вопросам борьбы с коррупцией. Кроме этого, Россия успешно выполнила рекомендацию по адекватному распределению дел между правоохранительными органами (Рекомендация v), по расширению категории лиц, подпадающих под нормы о противодействии коррупции (Рекомендация xvi), о доступе населения полной и точной информации по разработке кодексов этического поведения для государственных чиновников (Рекомендация xxiii),
Частично выполненными были признаны следующие рекомендации:
По установлению режима исключительного уголовного преследования за коррупционные преступления (Рекомендация iv). В документе указывается, что, несмотря на определение коррупции, содержащейся в ст.1 Федерального закона от 25 декабря 2008 г. № 273-ФЗ «О противодействии коррупции», составы коррупционных преступлениях до сих пор содержатся, в том числе и в КоАП РФ — ст. 19.28 (подкуп юридическим лицом должностного лица);
- По усилению независимости правоохранительных органов (Рекомендация vii) и по усилению судебной власти (Рекомендация ix);
- По снижению числа лиц, защищенных иммунитетом (Рекомендация xi);
- По созданию отдельных административных судов, в рамках которых можно обжаловать решение должностных лиц (Рекомендация xviii);
- По закреплению ответственности юридических лиц, причастных к коррупционным деяниям (Рекомендация xxiv);
- По защите заявителей о коррупционных нарушениях (xxii).

В заключении доклада сказано, что Россия из 26 принятых на себя обязательств 15 успешно выполняет, в то время как 11 рекомендаций признаны «частично выполняемыми». Подчеркивается, что за прошедшие 18 месяцев РФ достигла значительных результатов — в антикоррупционной сфере были приняты 14 федеральных законов, 750 других нормативно-правовых актов, в том числе 11 Указов Президента. Также отмечается, что позитивным фактором в борьбе с коррупцией стала централизация уголовного преследования по коррупционным делам в рамках СК РФ.